# Atlantis (Zeitschrift)
Die Zeitschrift Atlantis: Länder, Völker, Reisen erschien von 1929 bis 1964 im Atlantis Verlag. 1964 fusionierte Atlantis mit der Kulturzeitschrift Du – Zeitschrift für Kultur.
Atlantis erschien zunächst in Berlin, von September 1944 bis April 1950 in Zürich und ab 1950 wieder in Deutschland. Langjähriger Herausgeber war Martin Hürlimann.
Die Zeitschrift erschien monatlich – auch während des Zweiten Weltkrieges – mit Themen in den Bereichen Kunst, Kultur, Reisen, Forschung und Geschichte. Jede Ausgabe war reich bebildert. Besonders interessant sind die Hefte und Reportagen aus der unmittelbaren Nachkriegszeit.
Atlantis zählt zu den Vorläufern heutiger Magazine wie GEO oder Merian.